# Joseph Maskell
Joseph Maskell (* 1939; † 2001) war ein römisch-katholischer Geistlicher, der wegen pädophiler Vergehen seinen Status als Kleriker verlor und möglicherweise in Baltimore die Nonne Catherine Ann Cesnik ermordet hat.

## Leben
Joseph Maskell wuchs in Baltimore auf und besuchte das Calvert Hall College. Danach wurde er am St. Mary's Seminary in Roland Park ausgebildet und 1965 als Priester ordiniert. Er war in verschiedenen Gemeinden beschäftigt, ehe er 1972 einen MA in Schulpsychologie an der Towson State University erwarb, auf den noch ein Zertifikat über eine erweiterte Ausbildung in „Counseling“ an der Johns Hopkins University folgte. Unter anderem arbeitete er auch für die Maryland State Police und die Baltimore County Police, ferner für die Maryland National Guard und für die Air National Guard.
Catherine Ann Cesnik war Lehrerin an der Archbishop Keough High School, an der Maskell als geistlicher Berater tätig war. Nachdem sich eine Schülerin, die Maskell zum Opfer gefallen war, Cesnik anvertraut hatte, sprach diese ihn auf das Thema an. Wenig später, am 7. November 1969, verschwand sie. Die Leiche der ermordeten Nonne wurde einige Monate später gefunden.
1992 trat Jean Wehner, zunächst unter einem Pseudonym, an die Öffentlichkeit und erklärte, dass Maskell sich einst an ihr vergangen hatte. Monate später habe er sie zu Cesniks damals noch unentdecktem Leichnam geführt, um ihr zu demonstrieren, was mit Personen geschehe, die nicht schweigen könnten. 1994 strengten Wehner und ein weiteres Missbrauchsopfer, Teresa Lancaster, einen Prozess gegen den Geistlichen und dessen Erzdiözese an. Der Fall wurde aber nie vor Gericht verhandelt. Die Frauen einigten sich mit der Erzdiözese auf eine finanzielle Abfindung und Maskell wurde nach einigen Monaten im Institute of Living, einer privaten psychiatrischen Anstalt in Connecticut, ohne Befund entlassen. Die Anschuldigungen gegen ihn verstummten aber nicht und weitere Untersuchungen wurden durchgeführt.
Maskell wurde schließlich, nachdem er des sexuellen Missbrauchs mehrerer Schulmädchen überführt worden war, in den Laienstand zurückversetzt, floh 1995 nach Irland und arbeitete kurzfristig in Wexford als Psychologe für eine örtliche Behörde, ehe er eine private Praxis eröffnete. Es besteht der Verdacht, dass er sich auch in Irland an Kindern vergangen hat. Nachdem er neben der Arbeit als Psychologe auch seine Dienste als Priester angeboten hatte, ließ die Gemeinde seinen Status überprüfen und erfuhr nun von den Verbrechen, die er in den USA begangen hatte. 1996 meldete die Diözese von Ferns bei der Health Service Executive ihre Bedenken bezüglich seiner Arbeit als Psychologe an und beklagte die Tatsache, dass er keiner Supervision unterzogen wurde. 1998 kehrte Maskell in die Vereinigten Staaten zurück; drei Jahre später starb er.
2013 forderten zwei ehemalige Schülerinnen Cesniks auf einer Facebook-Seite „Justice for Catherine Cesnik and Joyce Malecki“. Malecki war am 11. November 1969 verschwunden und wenige Tage später in der Nähe des späteren Fundorts von Cesniks Leiche ermordet aufgefunden worden. 
Maskells Leiche wurde 2017 exhumiert, um per DNA-Test neue Erkenntnisse im Fall Cesnik zu erlangen. Der Filmemacher Ryan White drehte zufällig um diese Zeit für Netflix eine siebenteilige Dokumentation mit dem Titel The Keepers über den Fall Catherine Ann Cesnik.
Erst nachdem The Keepers erschienen war, stellten einige Frauen, die einst an der Archbishop Keough High School ebenfalls einem Sexualverbrecher zum Opfer gefallen waren, fest, dass es sich dabei um Gerry Koob gehandelt haben musste, mit dem Cesnik eine Beziehung gehabt hatte. Im März 2023 verabschiedete der amerikanische Bundesstaat Maryland den Child Victims Act. Darin wurde die Verjährungsfrist für Fälle von Kindesmissbrauch aufgehoben. Im April desselben Jahres wurden die Ergebnisse einer Untersuchung von Fällen von Kindesmissbrauch in der Erzdiözese von Baltimore veröffentlicht. Sie basierten auf vierjährigen Ermittlungen und offenbarten, dass man die Namen von rund 150 Mitgliedern des Klerus, die sich an Kindern vergangen hatten, und die von etwa 600 Opfern kannte. Wehner vermutet, dass sich hinter einem nicht namentlich genannten, aber in der Auflistung der Täter aufgeführten Jesuiten Gerry Koob verbarg. Koob selbst, der an The Keepers mitgewirkt hatte und als er selbst darin aufgetreten war, stritt die Vorwürfe ab. Er hielt es für wahrscheinlich, dass die Zeitungsartikel des ehemaligen Baltimore-Sun-Reporters Tom Nugent die Frauen auf die Idee gebracht hatten, er könne mit Cesniks Tod und mit den Missbrauchsfällen etwas zu tun haben.